# Birger Cederin
Gustaf Birger Hjalmarsson Cederin (ur. 20 kwietnia 1895 w Höreda, zm. 22 marca 1942 w Sztokholmie) – szwedzki szpadzista, wicemistrz olimpijski.
Na igrzyskach olimpijskich w Berlinie w 1936 roku Szwedzi w składzie: Hans Granfelt, Sven Thofelt, Gustav Almgren, Gustaf Dyrssen, Hans Drakenberg i Birger Cederin zdobyli srebrny medal w turnieju szpady drużynowej. Był to jego jedyny start olimpijski.